# Ekiben

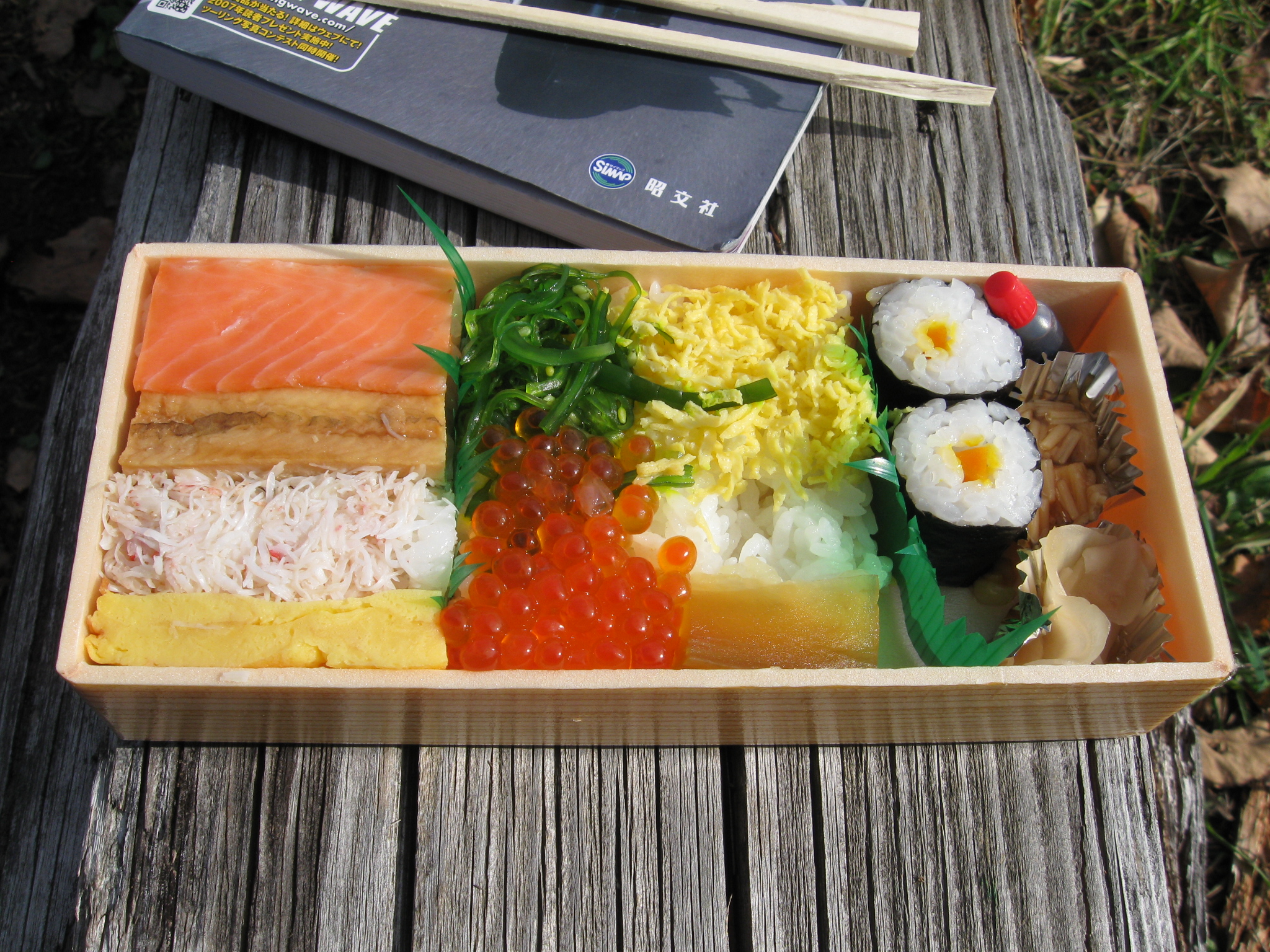
Một phần ekiben

Ekiben (駅弁当 hoặc 駅弁, bentō cho bến tàu) là biến thể của bentō bắt đầu xuất hiện từ thời Meiji (1868 đến 1912) để phục vụ những hành khách đi tàu hỏa. Các sinh viên và học sinh Nhật cũng thường dùng bentō trong bữa trưa vì những trường học hiện đại thời kỳ đầu ở Nhật Bản không cung cấp bữa ăn này cho học sinh, việc này giảm dần sau Thế chiến thứ hai khi các nhà trường Nhật bắt đầu tổ chức các bữa ăn trưa tập thể. Từ thập niên 1980, bentō bắt đầu được bán dưới dạng ăn liền (chỉ cần hâm nóng trong lò vi sóng) tại các siêu thị và cửa hàng thực phẩm Nhật Bản, các hộp gỗ bentō đắt tiền vì thế được thay thế bằng các hộp giấy hoặc nhựa tiện dụng và giá rẻ hơn so với hộp gỗ.